# Notacanthiformes
Ordre
Les Notacanthiformes sont un ordre de poissons téléostéens.
Attention, pour ITIS, cet ordre n'existe pas et est remplacé par le sous-ordre Notacanthoidei placé sous l'ordre Albuliformes.

## Liste des familles
Selon FishBase et World Register of Marine Species (8 octobre 2015) :
- famille Halosauridae Günther, 1868 -- 3 genres
- famille Notacanthidae Rafinesque, 1810 -- 4 genres

Selon ITIS :
- ordre Albuliformes
  - sous-ordre Notacanthoidei
    - famille Halosauridae
    - famille Notacanthidae

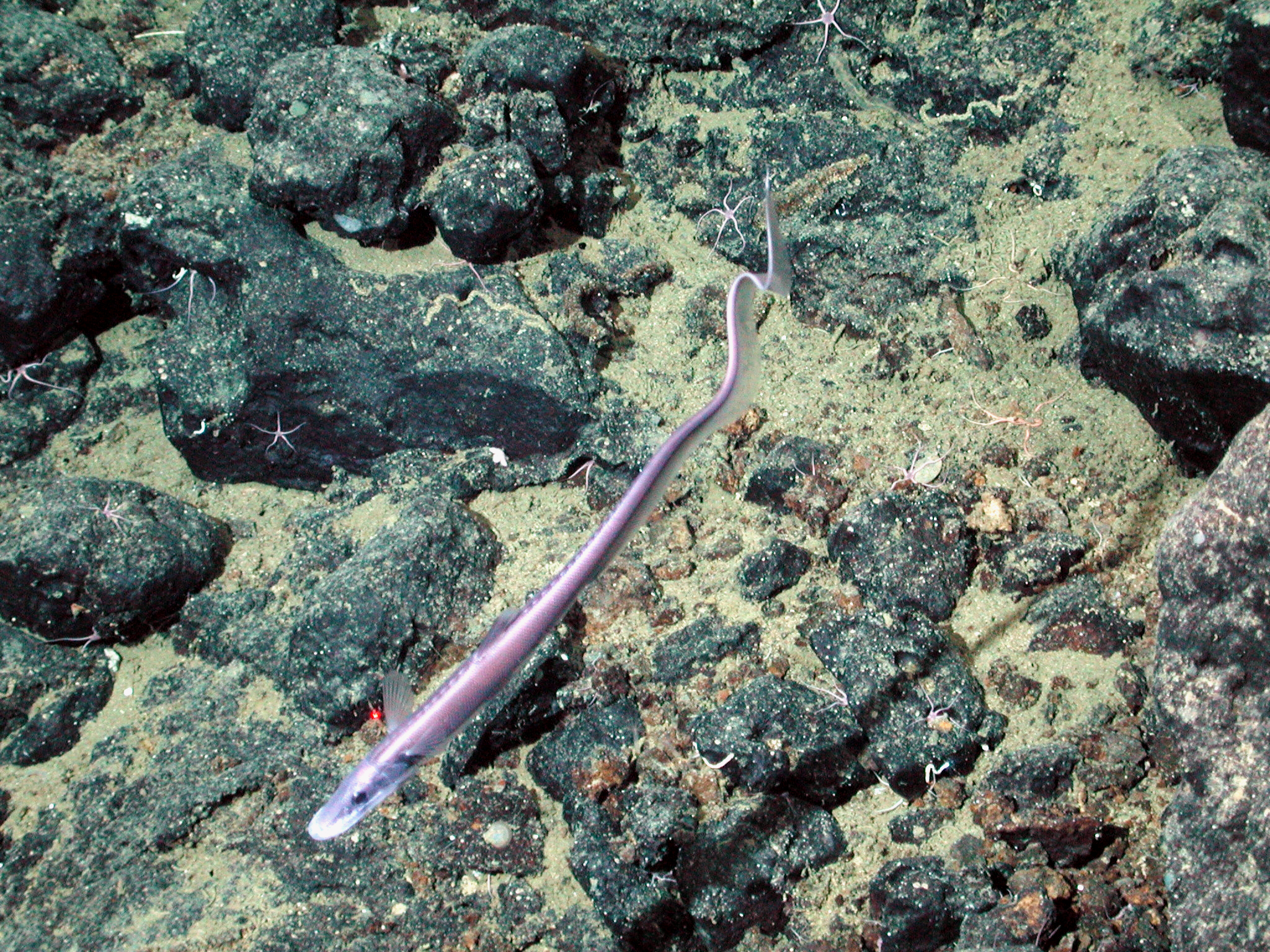
Aldrovandia sp. (Halosauridae)
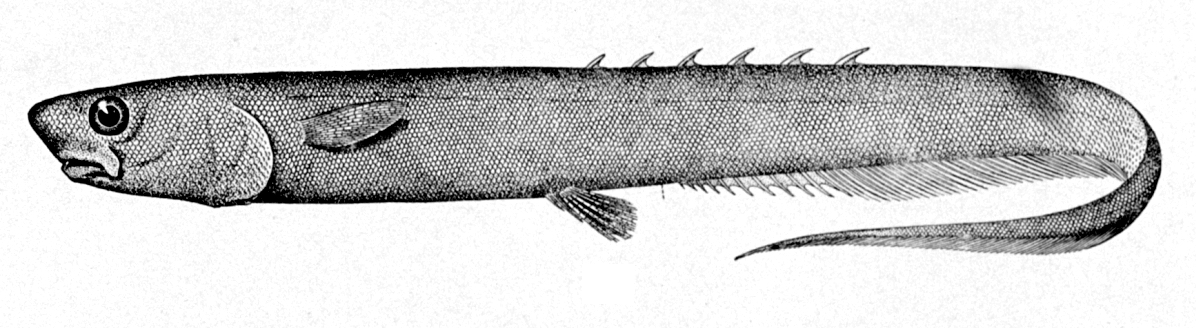
Notacanthus bonaparte (Notacanthidae)